# Sikorsky S-72
Сикорский S-72 — экспериментальный вертолёт (винтокрыл). Построен фирмой «Sikorsky Aero Engineering Corporation».

## История
По государственному контракту, полученному в рамках совместной программы НАСА и Армии США (с декабря 1970 г.), фирма построила два вертолета S-72 RSRA (Rotor Systems Research Aircraft). Разработка велась на конкурсной основе между двумя конкурентами, Sikorsky Aircraft и Bell Helicopter. Первый полёт S-72 совершил 12 октября 1976. В 1983—88 годах вертолёт был модернизирован для исследования X-образного крыла. Винтокрыл имел два газотурбинных двигателя мощностью по 1400 л.с. каждый, большое низкорасположенное крыло размахом 13,75 м и площадью 34,4 м2, над которым по бокам фюзеляжа были установлены два турбореактивных двигателя тягой по 4200 кг, и стабилизатор с рулями высоты. Первый полет модернизированного S-72 состоялся 2 декабря 1987 года, но после трех следующих полетов финансирование было прекращено.

## Лётно-технические характеристики
- Экипаж: 2—3
- Длина: (21,50 м)
- Размах крыла:  (18,90 м)
- Высота:  (4,42 м)
- Пустой вес:  (9480 кг)